# ○○の父一覧 か行
○○の父一覧 か行（まるまるのちちいちらん かぎょう）は、ウィキペディア日本語版の記事「○○の父一覧」に存在する「〇〇の父」と比喩的に呼ばれている人物の内、か行に分類される人物の一覧である。

## か
- カーク・カーコリアン - メガリゾートの父[1][2]
- ジョン・カーマック - FPSの父[3]
- スティーブン・W・カーニー - Father of the U.S. Cavalry（アメリカ軍騎馬隊の父）[4][5]
- ジェイク・バートン・カーペンター - スノーボードの父[6][7][8]
- ドン・ガーリッツ - ドラッグレースの父[9][10]
- カール大帝 - ヨーロッパの父[11][12][13]
- アブドゥル・カディール・カーン - パキスタンの核開発の父[14][15][16]
- ロバート・カーン - インターネットの父[17][18]
- ヒューゴー・ガーンズバック - アメリカSFの父[19][20]
- ゲイリー・ガイギャックス - RPGの父[21][22][23]
- カミッロ・カヴール - イタリア建国の父[24][25]
- Draper L. Kauffman（ドラッパー・カウフマン） - Father of Naval Combat Demolition（海軍戦闘破壊の父）[26]
- 賀川豊彦（かがわ・とよひこ） - 生協の父[27][28]
- 梯郁太郎（かけはし・いくたろう） - MIDIの父、電子楽器の父、日本電子音楽の父[29][30][31]
- ジョン・カサヴェテス - インディペンデント映画の父[32][33]
- 鍜治真起（かじ・まき）- 数独の父[34][35]
- 片岡春吉（かたおか・はるきち） - 毛織物の父[36]
- 片山潜（かたやま・せん） - 日本の社会主義の父[37][38]
- 片山豊（かたやま・ゆたか） - フェアレディZの父、Zカーの父[39][40][41]
- 片寄平蔵（かたよせ・へいぞう） - 石炭の父、常磐炭鉱の父[42][43]
- 勝沼富造（かつぬま・とみぞう） - 福島県ハワイ移民の父[44][45]
- 加藤完治（かとう・かんじ） - 満州開拓の父、満蒙開拓移民の父[46][47]
- 賀藤景林（かとう・けいりん/かげしげ） - 秋田杉の父[48][49]
- 加藤茂苞（かとう・しげもと） - 東北稲作改良の父、品種改良の父[50][51][52]
- 加藤正義（かとう・まさよし） - 海運業の父[53]
- 加藤与五郎（かとう・よごろう） - フェライトの父[54][55][56]
- ジョージ・カトリン - the Father of Western Art（西洋芸術の父）[57]
- 金栗四三（かなくり・しそう） - マラソンの父、日本マラソンの父[58][59][60]
- 可児義雄（かに・よしお） - 農民の父[61][62]
- 金子鷗亭（かねこ・おうてい） - 近代詩文書の父[63][64]
- 嘉納治五郎（かのう・じごろう） - 柔道の父、日本体操の父、オリンピック運動の父[65][66][67]
- 狩野芳崖（かのう・ほうがい） - 近代日本画の父[68][69]
- 鎌田勝太郎（かまだ・かつたろう） - 讃岐坂出塩業の父、坂出塩業の父[70][71]
- アブドゥル・カラーム - ミサイルの父[72][73]
- カラカウア - 日本人移民の父、ハワイ日本人移民の父、ハワイ日系移民の父[74][75][76][77]
- ミハイル・カラシニコフ - AK-47の父[78][79]
- ジュゼッペ・ガリバルディ - 建国の父[24][80]
- ガリレオ・ガリレイ - 天文学の父、近代科学の父[81][82][83]
- ヨハン・ガルトゥング - 平和学の父[84][85]
- フェリックス・ペレス・カルドーソ - アルパの父[86][87]
- ニコラ・レオナール・サディ・カルノー - father of thermodynamics（熱力学の父）[88]
- リヒャルト・クーデンホーフ=カレルギー - EUの父[89][90]
- 川石酒造之助（かわいし・みきのすけ） - フランス柔道の父[91][92]
- 川上音二郎（かわかみ・おとじろう） - 新派劇の父[93][94]
- 川上善兵衛（かわかみ・ぜんべえ） - 日本ワインぶどうの父、日本ワインの父[95][96][97]
- 川上量生（かわかみ・のぶお） - ニコニコ動画の父[98]
- 川喜田半泥子（かわきた・はんでいし） - 近代陶芸の父[99][100]
- 川崎健（かわさき・つよし） - レジームシフトの父[101][102]
- 川路利良（かわじ・としよし） - 日本警察の父[103][104]
- 川田龍吉（かわだ・りょうきち） - 男爵芋の父[105]
- 河内源一郎（かわち・げんいちろう） - 近代焼酎の父[106][107]
- 河渕務（かわぶち・つとむ） - 日本女子アイスホッケーの父[108]
- 川原田政太郎（かわらだ・まさたろう） - テレビジョンの父[109][110]
- ガワン・ナムゲル - ブータン建国の父[111][112]
- マハトマ・ガンディー - 独立の父、インド独立の父[113][114][115]
- ワシリー・カンディンスキー - 抽象絵画の父[116][117]
- 岸保勘三郎（がんぼ・かんざぶろう） - 数値天気予報の父[118]
- 冠松次郎（かんむり・まつじろう） - 黒部の父[119][120]

## き
- 岸清一（きし・せいいち） - 日本近代スポーツの父[121][122]
- 岸田日出男（きしだ・ひでお） - 吉野熊野国立公園の父[123][124]
- 岸本好弘（きしもと・よしひろ） - ファミスタの父[125][126]
- 北里柴三郎（きたざと・しばさぶろう） - 日本近代医学の父、日本の細菌学の父[127][128][129][130]
- 北沢楽天（きたざわ・らくてん） - 日本近代漫画の父、近代漫画の父[131][132][133]
- 木村九蔵（きむら くぞう） - 養蚕発展の父[134]
- アレックス・キップマン - Hololensの父[135][136]
- ウィリス・キャリア - エアコンの父[137][138]
- リチャード・ギャリオット - ウルティマの父[139][140]
- ウォルター・キャンプ - アメリカンフットボールの父[141][142][143]
- 京谷好泰（きょうたに・よしひろ） - リニアの父[144][145]
- エドアルド・キヨッソーネ - 日本近代紙幣の父、日本紙幣の父、日本の紙幣肖像の父[146][147][148]
- 慶世村恒任（きよむら・こうにん） - 宮古研究の父[149][150]
- 清村勉（きよむら・つとむ） - 沖縄コンクリート建築の父、沖縄の建築の父[151][152][153]
- ジョン・ギル（英語版） - father of modern bouldering（現代のボルダリングの父）[154][155]
- ウィリアム・ギルバート - 磁気学の父[156][157]
- 金原明善（きんぱら・めいぜん） - 植林の父[158][159]

## く
- ヨハン・クリストフ・グーツ・ムーツ - 近代体育の父[160]
- ヨハネス・グーテンベルク - 印刷の父[161][162]
- アラン・クーパー - Visual Basicの父[163][164]
- マーティン・クーパー - 携帯電話の父[165][166]
- ピエール・ド・クーベルタン - 近代オリンピックの父[167][168][169]
- ドリトン・クカ - コソボ柔道の父[170]
- 日下部鳴鶴（くさかべ・めいかく） - 日本近代書道の父[171][172]
- ジャック＝イブ・クストー - スクーバダイビングの父[173][174]
- 久夛良木健（くたらぎ・けん） - プレステの父[175][176][177]
- ジェームズ・クック (共同親権の父) - 共同監護の父[178][179]
- ジェームズ・クック - オーストラリア開国の父[180]
- デヴィット・クック - 並列コンパイラの父[181]
- ルードウィヒ・グットマン - パラリンピックの父[182][183]
- ハインツ・グデーリアン - ドイツ装甲部隊の父[184][185]
- アルバート・クナップ - 動物愛護の父[186][187]
- シャルル・グノー - フランス近代歌曲の父[188][189]
- 工野儀兵衛（くの・ぎへえ） - カナダ移民の父[190][191]
- 久米通賢（くめ・みちたか） - 坂出塩田の父[192][193]
- ウィリアム・スミス・クラーク - 北海道開拓の父[194][195]
- エドワード・B・クラーク - 日本ラグビーの父[196][197]
- ジョン・ベイツ・クラーク - アメリカ限界主義の父[198][199]
- レナード・クラインロック - インターネットの父、the father of packet switching（パケット通信の父）[200][201]
- エルンスト・クラドニ - 音響学の父[202][203]
- 倉橋惣三（くらはし・そうぞう） - 日本の幼児教育の父[204][205]
- ジョージ・グラハム - クロノグラフの父[206][207][208]
- シルベスター・グラハム - 菜食主義の父[209][210]
- デットマール・クラマー - 日本サッカーの父[211][212][213]
- ティルマライ・クリシュナマチャリア（英語版） - 近代ヨガの父、現代ヨガの父[214][215]
- コールマン・グリフィス（英語版） - スポーツ心理学の父[216][217]
- D・W・グリフィス - 映画の父、アメリカ映画の父、映画芸術の父[218][219][220]
- 栗谷川健一（くりやがわ・けんいち） - 北海道デザイン界の父[221][222]
- ミハイル・グリンカ - 近代ロシア音楽の父[223][224][225]
- コーア・クリント - デンマークモダン家具の父、デンマークモダンデザインの父、北欧モダン家具の父、北欧近代家具の父、デンマーク家具デザインの父[226][227][228][229][230]
- ベンジャミン・グレアム - バリュー投資の父[231][232]
- シーモア・クレイ - スーパーコンピュータの父[233][234]
- ジャック・クレーマー - the Father of Modern Tennis（現代テニスの父）[235][236]
- 呉秀三（くれ・しゅうぞう） - 日本の精神医学の父[237][238]
- ムツィオ・クレメンティ - ピアノフォルテの父、ピアノ音楽の父[239]
- 黒岩涙香（くろいわ・るいこう） - 探偵小説の父[240][241]
- 黒澤酉蔵（くろさわ・とりぞう） - 日本酪農の父、北海道酪農の父[242][243]
- 黒田清輝（くろだ・せいき） - 近代洋画の父[244][245]
- フーゴー・グロティウス - 自然法の父、国際法の父[246][247][248]

## け
- アラン・ケイ - パソコンの父、パーソナルコンピュータの父[249][250]
- ジョージ・ケイリー - 航空学の父[251][252]
- コンラート・ゲスナー - 書誌学の父[253][254]
- ウラジミール・ペーター・ケッペン - 近代気候学の父[255]
- アドルフ・ケトレー - 近代統計学の父[256][257]
- ムスタファ・ケマル・アタテュルク - トルコ建国の父[258][259]
- ジョモ・ケニヤッタ - ケニア建国の父[260][261]
- ホーレス・ケプロン - 北海道開拓の父[262][263]
- マレー・ゲルマン - クォークの父[264][265]
- 剣持秀紀（けんもち・ひでき） - ボーカロイドの父[266][267]

## こ
- 小泉秀雄（こいずみ・ひでお） - 大雪山の父[268][269]
- 河本重次郎（こうもと・じゅうじろう） - 日本近代眼科の父[270][271]
- オーギュスタン＝ルイ・コーシー - 近代解析学の父[272][273]
- ウィリアム・コープランド - 日本のビール産業の父[274][275]
- ウィリアム・ゴーランド - 日本考古学の父[276][277]
- マクシム・ゴーリキー - プロレタリア文学の父、社会主義リアリズムの父、ソビエト文学の父[278][279][280]
- ランドルフ・コールデコット - 現代絵本の父[281][282]
- Thomas Goldsmith（トーマス・ゴールドスミス） - the father of electronic games（テレビゲームの父）[283]
- チャールズ・ゴールドファーブ - Father of SGML（SGMLの父）[284][285][286]
- 古賀政男（こが・まさお） - 歌謡曲の父[287][288]
- 呉金淼（中国語版）（ゴ・キンビョウ） - 楊梅撮影の父[289][290]
- 国場幸輝（こくば・こうき） - 沖縄野球の父[291][292]
- 木暮理太郎（こぐれ・りたろう） - 奥秩父の父[293][294]
- 児島惟謙（こじま・いけん） - 司法権独立の父[295][296]
- 小島武夫（こじま・たけお） - 日本麻将之父（日本の麻雀の父）[297][298]
- 小島秀夫（こじま・ひでお） - Father of Stealth Game（ステルスゲームの父）[299][300]
- 呉若石（ゴ・ジャクセキ、出生名: ジョセフ・オイグスター） - 台湾足裏マッサージの父[301][302]
- ジェームズ・ゴスリン - Javaの父[303][304]
- ロバート・ゴダード - ロケットの父、近代ロケットの父[305][306][307]
- ジョン・コック - RISCアーキテクチャの父[308][309]
- ヘニング・コッペル（英語版） - 北欧デザインの父[310][311]
- コンラート・コッホ（英語版） - ドイツサッカーの父[312][313]
- ロベルト・コッホ - 近代細菌学の父、病原微生物学の父[314][315][316]
- フィンセント・ファン・ゴッホ - 近代美術の父[317][318]
- 小鐵徹（こてつ・とおる） - 日本のマスタリングの父[319][320]
- 後藤新平（ごとう・しんぺい） - 台湾近代化の父[321][322]
- 後藤哲也（ごとう・てつや） - 黒川温泉の父[323][324]
- 後藤桃水（ごとう・とうすい） - 東北民謡の父、日本民謡の父[325][326]
- 小藤文次郎（ことう・ぶんじろう） - 日本の岩石学の父、日本地質学の父[327][328]
- フィリップ・コトラー - 現代マーケティングの父、近代マーケティングの父[329][330][331]
- 小西和（こにし・かなう） - 瀬戸内海国立公園の父[332][333]
- 小堀鞆音（こぼり・ともと） - 近代歴史画の父[334][335][336]
- ヨハネス・アモス・コメニウス - 近代教育の父、近代教育学の父[337][338]
- ハリー・コルト（英語版） - 近代コース設計の父[339][340]
- ヴィクトール・モーリッツ・ゴルトシュミット - 現代地球化学の父[341][342]
- フランシス・ゴルトン - 優生学の父[343][344]
- ジャン＝バティスト・コルベール - Father of the French Navy（フランス海軍の父）[345]
- セルゲイ・コロリョフ - ロシア宇宙開発の父[346][347]
- サルバトール・ルテロ・ゴンザレス - ルチャリブレの父[348][349]
- オーギュスト・コント - 社会学の父[350][351]
- 近藤徳太郎（こんどう・とくたろう） - 近代足利織物の父[36]
- ジョサイア・コンドル - 日本近代建築の父[352][353]